# Bengt Andersson (kanotist)
Bengt Andersson, född den 6 november 1961 i Tillberga, Sverige, är en svensk kanotist.
Han tog bland annat VM-guld i K-4 1000 meter i samband med sprintvärldsmästerskapen i kanotsport 1985 i Mechelen.
Andersson är Stor grabb nummer 84 på Svenska Kanotförbundets lista över mottagare för utmärkelsen Stor kanotist.